# مال مير (ديلم)
مال مير (بالفارسية: مال‌میر) هي قرية تقع في قسم ليراوي الجنوبي الريفي (مقاطعة ديلم) في إيران. يقدر عدد سكانها بـ 72 نسمة بحسب إحصاء 2016.